# 珊瑚礁螺
珊瑚礁螺（学名：Magilus antiquus），是新腹足目珊瑚螺科Magilus属的一种。主要分布于印度尼西亚、中国大陆、台湾，常栖息在低潮线以下。